# Georges Privat
Pour les articles homonymes, voir Privat.
Georges Privat, né le 10 août 1923 à L'Hospitalet-du-Larzac (Aveyron) et mort le 10 décembre 2023 à Nant (Aveyron,), est un homme politique français.

## Mandats électifs
- Député de la troisième circonscription de l'Aveyron, en remplacement de Jacques Godfrain, nommé au Gouvernement, de 1995 à 1997.
- Maire de L'Hospitalet-du-Larzac, de 1965 à 2008.

## Décorations
- Officier de l'ordre national du Mérite (10 novembre 1998)
- Chevalier de la Légion d'honneur (31 décembre 2004)